# Spitssnuitadder
De spitssnuitadder of weide-adder (Vipera ursinii) is een slang uit de familie adders (Viperidae).

## Naam en indeling
De wetenschappelijke naam van de soort werd voor het eerst voorgesteld door Karel Lucien Bonaparte in 1835. Oorspronkelijk werd de wetenschappelijke naam Pelias Ursinii gebruikt.
De soortaanduiding ursinii is een eerbetoon aan de Italiaanse natuuronderzoeker Antonio Orsini (1788 – 1870).

### Ondersoorten
De soort wordt verdeeld in vier ondersoorten die onderstaand zijn weergegeven, met de auteur en het verspreidingsgebied.
Het geslacht omvat de volgende soorten, met de auteur en het verspreidingsgebied.
| Naam                       | Auteur                       | Verspreidingsgebied                                                   |
| -------------------------- | ---------------------------- | --------------------------------------------------------------------- |
| Vipera ursinii macrops     | Méhely, 1911                 | Balkan                                                                |
| Vipera ursinii moldavica   | Nilson, Andrén & Joger, 1993 | Roemenië, Bulgarije, Moldavië                                         |
| Vipera ursinii rakosiensis | Méhely, 1893                 | Oostenrijk, Hongarije, Slovenië, Kroatië, Servië, Roemenië, Bulgarije |
| Vipera ursinii ursinii     | Bonaparte, 1835              | Overige delen van het verspreidingsgebied.                            |

## Uiterlijke kenmerken
De spitssnuitadder is een kleine soort die gemiddeld ongeveer 40 centimeter lang wordt en maximaal 60 cm bereikt. Hiermee is het de kleinste adder in Europa. De slang heeft geen echt spitse snuit, maar omdat de kop lang niet zo breed is als veel andere adders lijkt de kop smaller. De openingen waar de infraroodzintuigen zitten zijn duidelijk te zien en deze soort heeft geen punt op de neus zoals de zandadder (Vipera ammodydes). De kleuren en patronen van deze soort wijken niet veel van elkaar af: de basiskleur is meestal grijsbruin met op het midden van de rug een enkele donker- tot roodbruine, meestal dun zwartomzoomde zigzagstreep; deze is vrij smal en heeft meestal geen grote vlekken die met elkaar verbonden zijn. Vaak ligt de streep in een lichte band die net iets breder is dan de streep zelf. Aan weerskanten van de flanken zijn kleine bruine of zwarte vlekjes aanwezig.

## Verspreiding en habitat

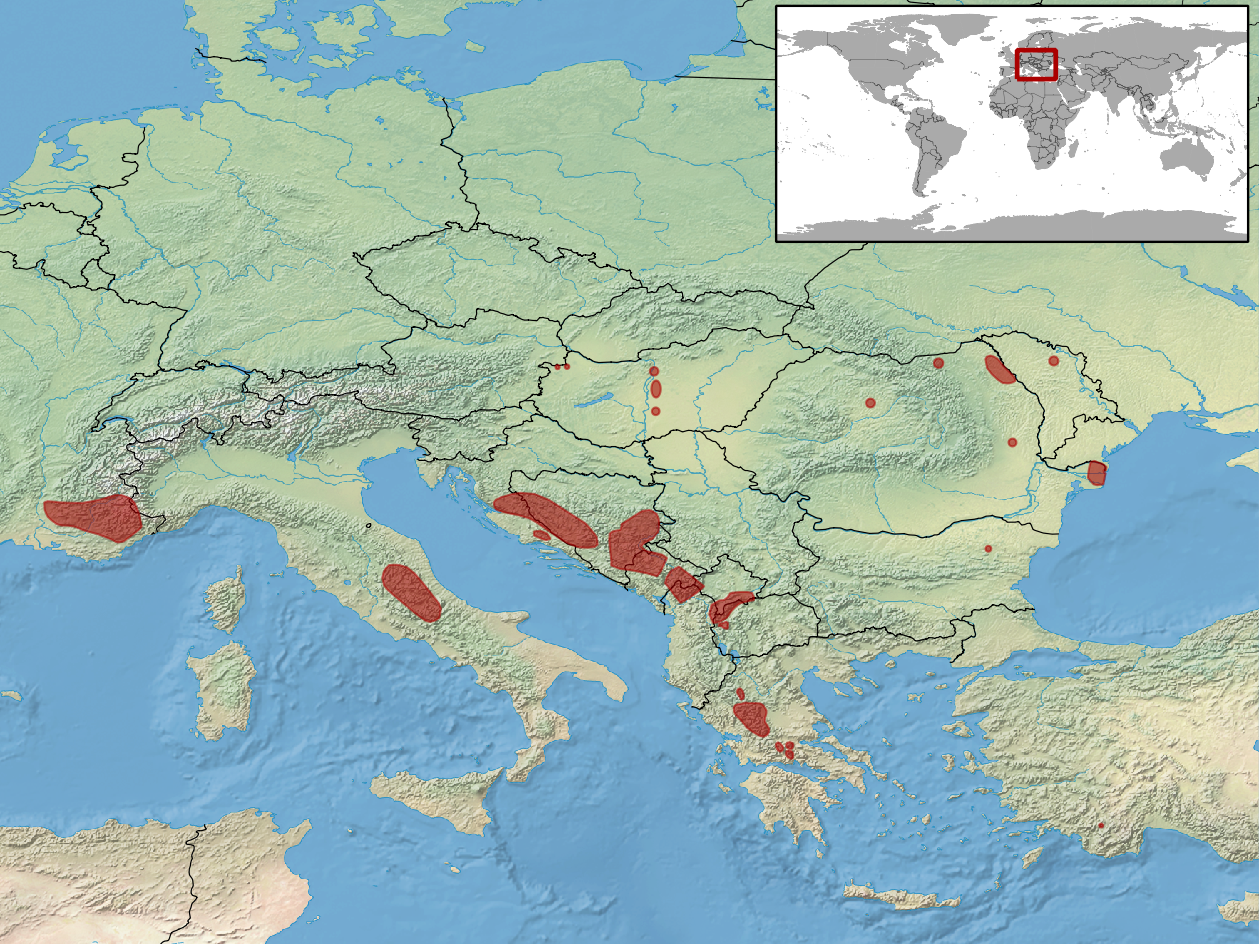
Verspreidingsgebied in het rood.

Deze slang komt voor in delen van Europa en leeft in de landen Frankrijk, Oostenrijk, Italië, Kroatië, Bosnië en Herzegovina, Montenegro, Servië, Albanië, Hongarije, Roemenië, Bulgarije, Griekenland, Moldavië en Noord-Macedonië. Het areaal bestaat meestal uit geïsoleerde populaties, de slang komt vaak slechts voor in een klein deel van voornoemde landen.
De habitat bestaat uit graslanden en rotsige omgevingen. Ook in door de mens aangepaste streken zoals weilanden kan de slang worden gevonden. De soort is aangetroffen van zeeniveau tot op een hoogte van ongeveer 2700 meter boven zeeniveau.

## Levenswijze
De spitssnuitadder is net als alle adders giftig. Maar het gif van deze soort is alleen dodelijk voor insecten en is, voor zover bekend, ongevaarlijk voor de mens. De kleine giftanden dringen moeilijk door de mensenhuid heen en ook de hoeveelheid gif is in vergelijking met andere soorten klein.
Het voedsel bestaat voornamelijk uit insecten, vooral sprinkhanen. Ook wordt wel jacht gemaakt op hagedissen, die vaak bij de staart worden gegrepen. De hagedis laat zijn staart dan vaak los waarna de spitssnuitadder alleen de staart opeet. De slang is actief van de schemering tot de vroege ochtend, overdag schuilt de adder in rotsspleten en holen. Voornaamste vijanden van de spitssnuitadder zijn grotere slangen, de das, allerlei vogels zoals kraaiachtigen en de slangenarend, en het wild zwijn.
De vrouwtjes zetten geen eieren af maar zijn eierlevendbarend, de jongen komen levend ter wereld. De paring is doorgaans in de maand mei. Het wijfje brengt doorgaans eind augustus, begin september meestal drie tot vier jongen ter wereld.

## Beschermingsstatus
Door de internationale natuurbeschermingsorganisatie IUCN is de beschermingsstatus 'kwetsbaar' toegewezen (Vulnerable of VU). Deze slangensoort loopt in aantal terug, doordat de mens de voor dit dier meest gebruikte habitats steeds meer zelf in gebruik neemt.